# Cautiva (película)
Cautiva es una película argentina dramática-histórica escrita y dirigida por Gastón Birabén y protagonizada por Bárbara Lombardo, Susana Campos, Osvaldo Santoro y Hugo Arana. Fue estrenada el 20 de octubre de 2003 en Argentina y resultó ganadora de cinco premios, entre ellos el Horizontes del Festival Internacional de Cine de San Sebastián.

## Sinopsis
Sofía Lombardi (Bárbara Lombardo) es una hija de desaparecidos por la dictadura argentina. Sofía fue registrada como hija propia por un policía y su esposa, con el nombre de Cristina Quadri, constituyendo uno de los casos de robo de bebés en la dictadura argentina. Cuando la joven cumple 16 años, se entera de su situación, al acercársele un juez (Hugo Arana) que le informa de su verdadera identidad. Desde ese momento Sofía vive el drama de sentir toda su vida alterada por completo, y se decide a reconstruir una nueva, apoyándose en sus verdaderos orígenes y lazos biológicos.

## Reparto
- Bárbara Lombardo (Cristina Quadri/Sofía Lombardi)
- Susana Campos (Elisa Dominich)
- Hugo Arana (Juez Barrenechea)
- Osvaldo Santoro (Pablo Quadri)
- Noemí Frenkel (Licenciada Bernstein)
- Lidia Catalano (Martha)
- Mercedes Funes (Angélica)
- Silvia Baylé (Adela de Quadri)
- Luis Gianneo (Doctor Gómez)
- Márgara Alonso (Hermana Teresa)
- Roxana Berco (Ana)
- Marcela Ferradás (Profesora Lucrecia)
- Antonio Ugo (Jorge Macías, Tuco)
- Floria Bloise (Madre Superiora)
- César Bordón (Raúl)
- Hana Purita (Graciela de Macías)
- Gisele Benoldi (Susana Macías)
- Walter Balzarini (Kevin Sztajn)
- Marina Castaño (Extra)
- Soledad Seoane (Extra)
- Betina Lanetta (Extra)
- Aldana Moni (Extra)
- Betiana Ventrice (Extra)
- Pamela García (Extra)

## Producción
La filmación de la película se inició en el año 2001, durante la grave crisis que terminó con la caída del presidente Fernando De la Rúa. Debido a ello la misma debió paralizarse durante varios meses.
Fue el primer papel como actriz interpretado Bárbara Lombardo, la protagonista, quien por entonces contaba con 21 años y era estudiante de teatro en la escuela de Julio Chávez. Susana Campos, quien interpretó a Elisa Dominich, la abuela biológica de la protagonista, participó del rodaje durante sus últimos meses de vida, ya que se encontraba muy enferma de un tumor cerebral. Campos falleció en octubre de 2004.
Antes de la realización del film el director, Gastón Birabén, se encontraba radicado en Los Ángeles (Estados Unidos), donde se desempeñaba como compaginador de sonido, habiéndolo hecho entre otras películas en El fugitivo, Mi primo Vinny, Patch Adams, I Know What You Did Last Summer, Liar Liar y Nada por perder entre otras.

## Premios
- Premios Cóndor de Plata (2006): mejor música, mejor actor de reparto (Hugo Arana).
- Festival Internacional de Cine de San Sebastián (2003): Premio Horizontes.
- Festival Internacional del Nuevo Cine Hispanoamericano de La Habana (2003): Premio OCIC.
- Festival de Cine Hispanoamericano de Toulouse (2004): Premio FIPRESCI.